# Gare de Mignault
La gare de Mignault est une gare ferroviaire belge, fermée et désaffectée, de la ligne 107, d'Écaussinnes à Y Saint-Vaast (La Louvière). Elle est située à Mignault section de la commune du Rœulx, dans la province de Hainaut en région wallonne.
Mise en service en 1860, elle est fermée aux voyageurs en 1965 et définitivement fermée en 1983.

## Situation ferroviaire
Établie à 112 mètres d'altitude, la gare de Mignault est située au point kilométrique (PK) 3,6 de la ligne 107, d'Écaussinnes à Y Saint-Vaast (La Louvière), entre les gares d'Écaussinnes et Houdeng-Gœgnies.

## Histoire
La gare de Mignault est mise en service le 20 janvier 1860 par la Compagnie du chemin de fer du Centre, lorsqu'elle ouvre à l'exploitation, au service des voyageurs et des marchandises, sa ligne d’Écaussinnes à Haine-Saint-Pierre.
L’État belge devient propriétaire du réseau de la Compagnie du chemin de fer du Centre le 1er janvier 1871[réf. nécessaire]. La ligne est mise à double voies en 1872.
La gare est fermée au service des voyageurs le 17 janvier 1965. Cette même année la ligne est mise à voie unique entre Écaussinnes et Haine-Saint-Pierre et fermée à tous trafics entre les gares de Mignault et Houdeng-Gœgnies. La voie de cette section est déposée l'année suivante, en 1966. Des trains de marchandises locaux continuent à circuler entre Écaussinnes et Mignault jusqu'en 1983. La ligne 107 est alors démontée à son tour entre Écaussinnes et Mignault.

## Patrimoine ferroviaire
Construit en 1895, le bâtiment des recettes de plan type 1881 a disparu. Seule une ancienne annexe est présente sur le site.